# Louis Richier
Pour les articles homonymes, voir Richier.
Louis Richier, né le 30 avril 1891 à Lazer dans les Hautes-Alpes et mort dans le même village le 28 août 1974, est un homme politique français.

## Détail des fonctions et des mandats
Mandat parlementaire
- 21 octobre 1945 - 10 juin 1946 : Député des Hautes-Alpes

## Décoration
- Médaille d'honneur départementale et communale, échelon argent (1953)[2]